# Syncephalis annularis
Syncephalis annularis är en svampart som beskrevs av Kuzuha 1973. Syncephalis annularis ingår i släktet Syncephalis och familjen Piptocephalidaceae.   Inga underarter finns listade i Catalogue of Life.